# Groupe révolutionnaire de Bruxelles
Le Groupe révolutionnaire de Bruxelles (GRB) réunit, entre 1907 et 1909, des militants anarchistes de tendance individualiste libertaire.

## Histoire

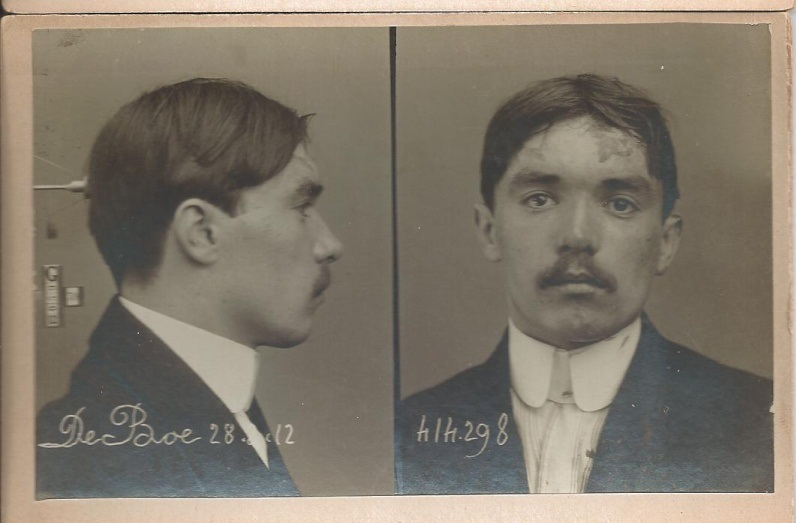
Identité judiciaire, en 1912, de Jean De Boë.

En grande partie issu de la colonie L'Expérience et du Groupement communiste libertaire (1905-1907), amis d'enfance pour certains, le groupe réunit une nouvelle génération de jeunes anarchistes de tendance individualiste et illégaliste dont Jean De Boë, Luce Courbe, Raymond Callemin, Édouard Carouy, Gassy Marin, Rhillon, Victor Kibaltchiche (Victor Serge),,.
En juillet 1908, le groupe lance un appel à la création d'une éphémère Fédération anarchiste fondée sur « la libre adhésion des groupes, sans statuts, sans règlement et sans comité ».
En 1909, quatre anciens membres du Groupe révolutionnaire de Bruxelles émigrent à Paris : Jean De Boë, Édouard Carouy, Raymond Callemin et Victor Serge, qui seront impliqués dans la mouvance illégaliste de la bande à Bonnot.

## Publications

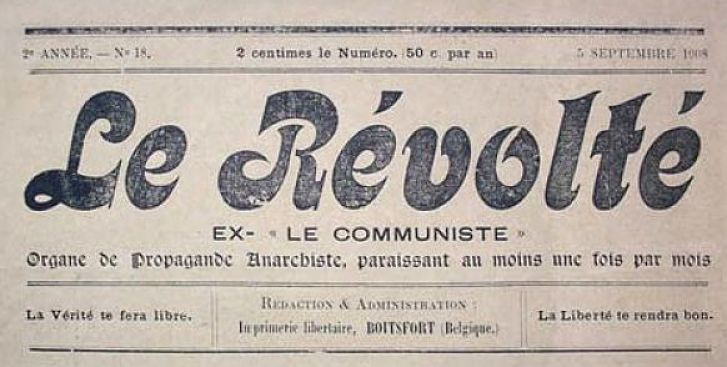
Le Révolté, Bruxelles, 1908.

Le groupe publie, en août 1908, Le Révolté,. le journal accueille des textes de Raymond Callemin, Francisco Ferrer, Élisée Reclus, Victor Serge, Georges Thonar, etc.